# Ortvin Sarapu
Ortvin Sarapu (ur. 22 stycznia 1924 w Narwi, zm. 13 kwietnia 1999 w Auckland) – nowozelandzki szachista pochodzenia estońskiego, mistrz międzynarodowy od 1966 roku.
W latach 1952–1990 aż 20 razy zajął 1. miejsce (samodzielnie lub dzieląc je z innym zawodnikiem) w mistrzostwach Nowej Zelandii. Tym samym stał się szachistą, który odniósł najwięcej zwycięstw w mistrzostwach kraju.

## Życiorys
W 1940 r. Ortvin Sarapu zdobył tytuł mistrza Estonii juniorów. W 1943 r., uciekając przed represjami ze strony nazistów, wyjechał do Finlandii, a następnie do Szwecji. Po zakończeniu II wojny światowej zamieszkał w Danii. W 1946 r. zwyciężył w mistrzostwach Kopenhagi. W 1949 r. wystąpił w międzynarodowym turnieju w Oldenburgu, zajmując V miejsce (za Jefimem Bogolubowem – którego w bezpośrednim pojedynku pokonał, Elmārsem Zemgalisem, Herbertem Heinicke i Nicolasem Rossolimo, przed m.in. Wolfgangiem Unzickerem i Albéricem O’Kellym de Galwayem). Na turnieju tym poznał nowozelandzkiego szachistę Roberta Wade'a, który zaproponował mu zamieszkanie w Nowej Zelandii i zmianę obywatelstwa. Wkrótce po turnieju ożenił się i w 1949 r. przybył wraz z żoną do Wellington. 
Przez kolejne 40 lat należał do ścisłej czołówki nowozelandzkich szachistów, pomiędzy 1952 a 1990 r. dwudziestokrotnie zdobywając tytuły indywidualnego mistrza kraju (jest pod tym względem rekordzistą wśród szachistów Nowej Zelandii). Łącznie, w latach 1951–1997, uczestniczył 31 razy w finałach mistrzostw Nowej Zelandii. W 1952 r. rozegrał w Auckland mecz z Cecilem Purdy, którego stawką był tytuł mistrza Australazji. Mecz zakończył się wynikiem remisowym, dzięki czemu obaj zawodnicy uhonorowani zostali tytułami. Wielokrotnie reprezentował Nową Zelandię w turniejach drużynowych, m.in.: dziesięciokrotnie na olimpiadach szachowych (w latach 1970, 1972, 1974, 1978, 1980, 1982, 1984, 1986, 1988, 1992) – w tym czterokrotnie na I szachownicy oraz  na drużynowych mistrzostwach Azji (w roku 1977). W 1966 r. zwyciężył w Auckland w turnieju strefowym (eliminacji mistrzostw świata). Za to osiągnięcie Międzynarodowa Federacja Szachowa przyznała mu tytuł mistrza międzynarodowego (jako drugiemu Nowozelandczykowi w historii – po Robercie Wade). Dzięki zwycięstwu w turnieju strefowym zdobył również awans do rozegranego w 1967 r. w Sousse turnieju międzystrefowego, w którym zajął XXI miejsce. 
W następnych latach odniósł kolejne szachowe sukcesy, m.in. w 1978 r. podzielił III-IV miejsce (za Miguelem Quinterosem i Eugenio Torre, wspólnie z Rico Mascarinasem, przed m.in. Murrayem Chandlerem i Hermanem Suradiradją) w Wellington, natomiast w 1989 r. podzielił III-IV miejsce (za Darrylem Johansenem i Dmitrijem Gedewaniszwilim, wspólnie z Danielem Kingiem, przed m.in. Stephenem Solomonem) w Sydney. W latach 1991, 1992, 1993, 1995 i 1997 pięciokrotnie startował w mistrzostwach świata „weteranów” (zawodników powyżej 60. roku życia), najlepszy wynik osiągając w 1991 r. w Bad Wörishofen, gdzie zajął XI miejsce. 
W turniejach szachowych startował niemalże do śmierci, m.in. w 1998 r. zajął czołowe miejsce w turnieju Summer Cup-A w Auckland.
Najwyższy ranking w karierze osiągnął 1 lipca 1990 r., z wynikiem 2360 punktów zajmował wówczas 2. miejsce (za Vernonem Smallem) wśród nowozelandzkich szachistów. Według retrospektywnego systemu Chessmetrics, najwyżej sklasyfikowany był w grudniu 1949 r., zajmował wówczas 55. miejsce na świecie.
W 1980 r. otrzymał Order Imperium Brytyjskiego. Swoje życie opisał w wydanej w 1993 r. autobiografii „Mr. Chess”. The Ortvin Sarapu Story.

## Publikacje
- 25 Years in the New Zealand Chess Championship (1952–1977), 1978
- „Mr. Chess”. The Ortvin Sarapu Story, New Zealand Chess Supplies, Wainuiomata 1993, ISBN 0-473-01607-9
- Minu malelugu, Kupar, Tallinn 1998, ISBN 9985-61-117-9